# Долф Лундгрен
Ханс Долф Лундгрен (швед. Hans "Dolph" Lundgren; Стокхолм, 3. новембар 1957) је шведски филмски глумац, режисер, сценариста, продуцент, мајстор борилачких вештина и дипломирани инжењер хемије. Припадник је старије генерације филмских акционих хероја из 1980-их и прве половине 1990-их, од којих су најпознатији Чак Норис, Силвестер Сталоне, Арнолд Шварценегер, Брус Вилис, Стивен Сегал и Жан-Клод ван Дам.
Лундгрен је диплому хемичара добио на Универзитету државе Вашингтон, диплому хемијског инжењера на Краљевском институту за технологију раних 1980-их, те звање мастера хемијског инжењерства на Универзитету Сиднеја, и то 1982. године. Има положен црни појас 3. дан у кјокушин каратеу и био је европски првак 1980. и 1981. године у овој борилачкој вештини. Док је живео у Сиднеју, постао је телохранитељ јамајканске певачице Грејс Џоунс, с којом је касније ушао у везу. Они су се заједно преселили у Њујорк Сити, где му је — након што је кратко радио као модел и избацивач у менхетнском ноћном клубу „Лајмлајт” (енгл. The Limelight) — Џоунсова донела малу дебитантску улогу припадника КГБ-а у Бондовом филму Поглед на убиство (енгл. A View to a Kill).
Лундгренов пробој десио се 1985. године, када је као импозантни руски боксер Иван Драго одиграо улогу у Сталонеовом филму Роки 4 (енгл. Rocky IV). Од тада, наступио је у преко 50 филмова, од којих су скоро сви акционог жанра. Био је 1987. године у улози Хи-Мена у научнофантастичном филму Господари свемира (енгл. Masters of the Universe), а 1989. године у улози Франка „Панишера” Касла у филму Панишер (енгл. The Punisher). Раних 1990-их, такође се појављује у филмовима као што су Долазим у миру / Анђео таме (енгл. I Come in Peace / Dark Angel) из 1990. године, Универзални војник (енгл. Universal Soldier) из 1992. године, Џошуа три (енгл. Joshua Tree) из 1993. године, Џони Мнемоник (енгл. Johnny Mnemonic) из 1995. године, те Блекџек (енгл. Blackjack) из 1998. године. Свој први филм режира 2004. године, а реч је о остварењу Заштитник (енгл. The Defender); после тога режира и Механичар (енгл. The Mechanik) из 2005. године, Мисионар (енгл. Missionary Man) из 2007. године, Спектакл мртвих (енгл. Command Performance) из 2009. године, те Икар (енгл. Icarus) из 2010. године у ком је и сам наступао.
После дугогодишњег наступања у директно-на-видео (енгл. direct-to-video) филмовима од 1995. године, Лундгрен се 2010. враћа у Холивуд са улогом Ганера Џенсена у Плаћеницима (енгл. The Expendables), где глуми и Сталоне и постава старије генерације филмских акционих хероја. Своју улогу репризира 2012. године у Плаћеницима 2 (енгл. The Expendables 2), а потом и 2014. године у Плаћеницима 3 (енгл. The Expendables 3). Имао је споредну улогу исте, 2014. године и у Трговини робљем (енгл. Skin Trade), акционом трилеру о трговини људима. Филмом је обележио своју трећу сарадњу са Кари-Хиројукијем Тагавом, а претходне две биле су у Обрачуну у Малом Токију (енгл. Showdown in Little Tokyo) из 1991. године и Мосту змајева (енгл. Bridge of Dragons) из 1999. године.

## Филмографија
| Улоге Долфа Лундгрена |                                  |                |                             | |
| Година                | Српски назив                     | Изворни назив  | Улога                       | Напомена |
| 1985.                 | Поглед на убиство                |                | Венз                        | мања улога |
| 1985.                 | Роки 4                           |                | Иван Драго                  | споредна улога |
| 1987.                 | Господари свемира                |                | Хи-Мен                      | главна улога |
| 1988.                 | Црвени шкорпион                  |                | поручник Николај Радченко   | главна улога |
| 1989.                 | Панишер                          |                | Френк Касл / Панишер        | главна улога |
| 1990.                 | Анђео таме                       |                | Џек Кејн                    | главна улога |
| 1991.                 | Кавер ап                         |                | Мајк Андерсон               | главна улога |
| 1991.                 | Обрачун у Малом Токију           |                | Крис Кенер                  | главна улога |
| 1992.                 | Универзални војник               |                | МВ Ендру Скот / GR13            | споредна улога |
| 1993.                 | Дрво звано Џошуа                 |                | Велман Ентони Санти         | главна улога |
| 1994.                 | Сани сајд ап                     |                | Долф Лундгрен               | главна улога |
| 1994.                 | Петобој                          |                | Ерик Брогар                 | главна улога |
| 1994.                 | Плаћеници                        |                | Ник Ганар                   | главна улога; ограничено издање                                                                                    |
| 1995.                 | Џони Мнемоник                    |                | улични свештеник Карл Хоних | споредна улога; Лундгрегонов последњи вајд-рилис до 2010.                                                          |
| 1995.                 | Стрелац                          |                | Мајкл Дејн                  | главна улога; ограничено издање                                                                                    |
| 1996.                 | Тихи окидач                      |                | Ваксман                     | главна улога; ограничено издање                                                                                    |
| 1997.                 | Миротворац                       |                | мајор Френк Крос            | главна улога; ограничено издање                                                                                    |
| 1998.                 | Миљеник                          |                | Лукас Садоров               | главна улога; ограничено издање                                                                                    |
| 1998.                 | Чистачи мина                     |                | Кристијан Ериксон           | главна улога; ограничено издање                                                                                    |
| 1999.                 | Мост змајева                     |                | Варчалјд                    | главна улога; директно-на-видео                                                                                    |
| 1999.                 | Ратник олује                     |                | Мајор Џек Холовеј           | главна улога; ограничено издање                                                                                    |
| 2000.                 | Џил рипс                         |                | Мет Соренсон                | главна улога; ограничено издање                                                                                    |
| 2000.                 | Последњи ратник                  |                | Ник Престон                 | главна улога; ограничено издање                                                                                    |
| 2000.                 | Црвени агент                     |                | Мет Хендрикс                | главна улога; ограничено издање                                                                                    |
| 2001.                 | Тајни план                       |                | Џејсон Прајс                | главна улога; ограничено издање                                                                                    |
| 2003.                 | Масакр у средњој школи           |                | Сем Декер                   | главна улога; ограничено издање                                                                                    |
| 2004.                 | Обрачун                          |                | Френк Ганон                 | главна улога; ограничено издање                                                                                    |
| 2004.                 | Дебели                           |                | Ренди                       | мања улога, камео; директно-на-видео                                                                               |
| 2004.                 | Ретрогрејд                       |                | Џон Фостер                  | главна улога; ограничено издање                                                                                    |
| 2004.                 | Заштитник                        |                | Ленс Рокфорд                | главна улога; директно-на-видео; режисер                                                                           |
| 2005.                 | Смртоносна машина                |                | Николај Черенко             | главна улога; ограничено издање; режисер, сценариста                                                               |
| 2006.                 | Истрага                          |                | Бриксос                     | споредна улога; ограничено издање                                                                                  |
| 2007.                 | Плаћеници                        |                | Зандер Ронсон               | главна улога; ограничено издање; корежисер                                                                         |
| 2007.                 | Мисионар                         |                | Рајдер                      | главна улога; директно-на-видео; режисер, сценариста                                                               |
| 2009.                 | Директни контакт                 |                | Мајк Ригинс                 | главна улога; ограничено издање                                                                                    |
| 2009.                 | Спектакл мртвих                  |                | Џо                          | главна улога; ограничено издање; режисер, сценариста                                                               |
| 2009.                 | Универзални војник: Регенерација |                | Ендру Скот                  | споредна улога; ограничено издање                                                                                  |
| 2010.                 | Икар                             |                | Едвард Ген                  | главна улога; ограничено издање; режисер                                                                           |
| 2010.                 | Плаћеници                        |                | Гунар Јенсен                | споредна улога; Лундгрегонов први вајд-рилис од 1995.                                                              |
| 2011.                 | У име краља 2: Два света         |                | Грејнџер                    | главна улога; ограничено издање                                                                                    |
| 2012.                 | Безизлазна ситуација             |                | др Сејџ Менокс              | мања улога; ограничено издање                                                                                      |
| 2012.                 | Скровиште                        |                | Енди Спектор                | споредна улога; ограничено издање                                                                                  |
| 2012.                 | Универзални војник: Дан обрачуна |                | Ендру Скот                  | споредна улога; ограничено издање                                                                                  |
| 2012.                 | Затвореник                       |                | Алексеј „Вук” Андрејев      | споредна улога; ограничено издање                                                                                  |
| 2012.                 | Плаћеници 2                      |                | Гунар Јенсен                | споредна улога |
| 2013.                 | Пошиљка                          |                | Немац                       | споредна улога; ограничено издање                                                                                  |
| 2013.                 | Легенда: Гробница змаја          |                | Харкер                      | споредна улога; ограничено издање                                                                                  |
| 2013.                 | Битка проклетих                  |                | Макс Гатлинг                | главна улога; ограничено издање                                                                                    |
| 2013.                 | У заседи                         |                | Максвел                     | главна улога; ограничено издање; продуцент                                                                         |
| 2013.                 | Крв искупљења                    |                | Аксел                       | главна улога; ограничено издање                                                                                    |
| 2013.                 | Човек ће расти                   |                | Рајдер                      | споредна улога; недовршено                                                                                         |
| 2014.                 | Убодне ране                      |                | Холис                       | споредна улога; ограничено издање; продуцент                                                                       |
| 2014.                 | Плаћеници 3                      |                | Гунар Јенсен                | споредна улога |
| 2014.                 | Трговина робљем                  |                | Ник Касиди                  | главна улога; ограничено издање; сценариста и продуцент                                                            |
| 2015.                 | Ратне свиње                      |                | капетан Ханс Пико           | споредна улога; директно-на-видео                                                                                  |
| 2015.                 | Добар, лош, мртав                |                | Боб Рукер                   | споредна улога; директно-на-видео                                                                                  |
| 2015.                 | Језеро са ајкулама               |                | Клинт Греј                  | главна улога; директно-на-видео                                                                                    |
| 2015.                 | Побуна                           |                | Вилијам                     | главна улога; директно-на-видео                                                                                    |
| 2016.                 | Разбојништво                     |                | Џек                         | главна улога; објављено                                                                                            |
| 2016.                 | Полицајац из вртића 2            |                | агент Рид                   | главна улога; тренутно се снима; директно-на-видео наставак комедије из 1990. у којој је глумио Арнолд Шварценегер |
| 2016.                 | Немој да га убијеш               |                | Џебедаја Вудли              | главна улога; претпродукција                                                                                       |
| 2016.                 | Аве Цезаре!                      | [ 3 ]          | командант подморнице        | мања улога, камео                                                                                                  |
| 2016.                 |                                  | Сем Холт       |                             | |
| 2016.                 |                                  | Дерек Хачинсон |                             | |
| 2017.                 |                                  |                | Џек                         | |
| 2017.                 |                                  | Метју Шарп     |                             | |
| 2017.                 |                                  | Наташин муж    |                             | |
| 2017.                 |                                  | Кајл Вокер     |                             | |
| 2018.                 |                                  |                | Марко                       | |
| 2018.                 | Крид 2                           |                | Иван Драго                  | споредна улога |
| 2018.                 | Аквамен                          |                | краљ Нереј                  | |
| 2019.                 |                                  |                | Ејден Хакансон              | такође продуцент                                                                                                   |
| 2019.                 |                                  | Владик         |                             | |
| 2019.                 |                                  | Мајкл Андерсон |                             | |
| 2019.                 |                                  | ?              |                             | |
| 2022.                 | Малци: Груов почетак             |                | Свенџенс (глас)             | |
| 2023.                 | Плаћеници 4                      |                | Гунар Јенсен                | |
| 2023.                 | Аквамен и изгубљено краљевство   |                | краљ Нереј                  | |
| ?                     |                                  |                | ?                           | |
| Телевизија            |                                  |                |                             | |
| 1998.                 | Блекџек                          |                | Џек Девлин                  | телевизијски филм (пилот)                                                                                          |
| 2010.                 | Чак                              |                | Марко                       | епизода: |
| 2013.                 | САФ 3                            |                | Џон Ериксон                 | 12 епизода |
| 2015.                 | Радохоличари                     |                | Долф Лундгрен               | епизода: |
| 2015.                 | Санџеј и Крег                    |                | Долф Лундгрен               | епизода: Huggle Day; гласовна улога                                                                                          |
| 2016/17.              | Стрела                           |                | Константин Ковар            | 6 епизода |
| 2017.                 |                                  |                | Густав Дитерс               | телевизијски филм; камео                                                                                           |
| 2017.                 |                                  |                | Гил Шепард                  | телевизијски филм; камео                                                                                           |
| 2018.                 |                                  |                | Херб                        | епизода: |
| 2019.                 |                                  |                | Џон Тандерган               | епизода: |

## Номинације и награде
| Година | Номиновани рад | Награда                             | Исход    |
| ------ | -------------- | ----------------------------------- | -------- |
| 1985.  | Роки 4         | Маршалски трофеј за најбољег глумца | Освојено |

### Специјалне награде
| Година | Церемонија                                    | Награда           | Исход    |
| ------ | --------------------------------------------- | ----------------- | -------- |
| 2007.  | Међународна недеља фантастичног кина у Малаги | Фантастични фењер | Освојено |